# 중합체

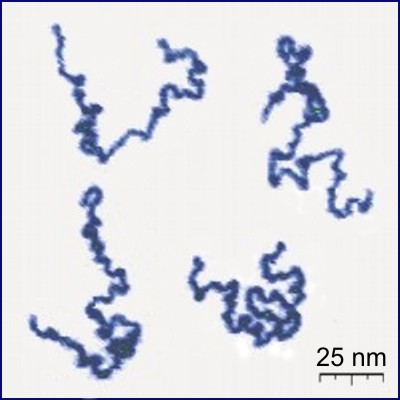

중합체(重合體, polymer)는 단위체가 반복되어 연결된 고분자의 한 종류이다. 대개는 화학적 합성에 의한 고분자를 '중합체'라 칭한다. '중합체'(polymer)라는 용어는 1833년에 바젤리우스(Jons Jacob Berzelius)에 의하여 처음 사용되었다. 본래는 'Macromolecule'(고분자, 독일어에서 기원함 'Makromolekül')이 1900년대 이전에 주로 쓰이던 용어였으나, 차후 주로 화학적 결합에 의하여 동일한 단위체가 계속 반복된 형태를 '중합체'(polymer)로 칭하게 되었다.

## 중합체의 합성 및 물리적 특징
'중합체'는 대개 어떠한 단위체를 사용하였는가에 따라 다른 성질을 갖는다.

폴리스타이렌의 음이온 중합 매커니즘

이와 같이 단위체인 스타이렌이 반복하여 연결된 구조를 만듦으로서 중합체를 합성하게 된다. 산업적으로 가장 많이 합성되는 중합체는 폴리에틸렌이며, 역사적으로 가장 유명한 예는 합성고무인 폴리아이소프렌이다. 폴리아이소프렌의 경우 분자 구조가 고무나무 수액에서 나오는 라텍스와 동일한 구조를 가지는 물질로서, 자연에서 얻어야만 했던 물질을 인간이 스스로 합성해낼 수 있었던 하나의 좋은 예이다.
중합체의 물리적 특성을 결정하는 가장 중요한 두 개의 물리적 변수는 유리전이온도 (Tg)와 녹는점 (Tm)이다. 이 두 개의 변수는 각 중합체의 사용 용도를 결정하게 된다. 유리전이온도는 중합체가 액체 상태에서 유리처럼 과냉각액체 상태로 변하게 되는 온도를 말하는 것으로서, 중합체가 과냉각액체가 되기 시작하면 딱딱해지며 더 이상 흐르지 않는다. 이것은 단지 중합체의 점도가 매우 높아진 것으로서, 물질이 결정을 이루어 점도가 무한대로 커지는 것과는 다르다. 즉, 낮은 데보라수에서는 흐르지 않지만, 높은 데보라수에서는 흐르는 것을 관찰할 수 있다. 폴리스타이렌이 섭씨 100도 정도에서 유리전이를 일으키는데, 100도 이상에서는 액체이고 그 이하에서는 흐르지 않는다. 녹는점은 중합체 분자들끼리 결정을 만드는 온도이다. 그러나 이 결정구조는 중합체의 모든 부분으로 퍼져나가지 못하며 국지적으로 일어나게 된다. 즉, 녹는점은 유리전이 온도보다 낮으므로 과냉각된 액체상태의 중합체 내부에 작은 중합체의 분자 혹은 그 부분들로 이루어진 결정들이 생성되는 구조가 된다.

## 같이 보기
- 올리고머
- 열가소성 플라스틱
- 열경화성 플라스틱